# Chiesa greco-cattolica rumena

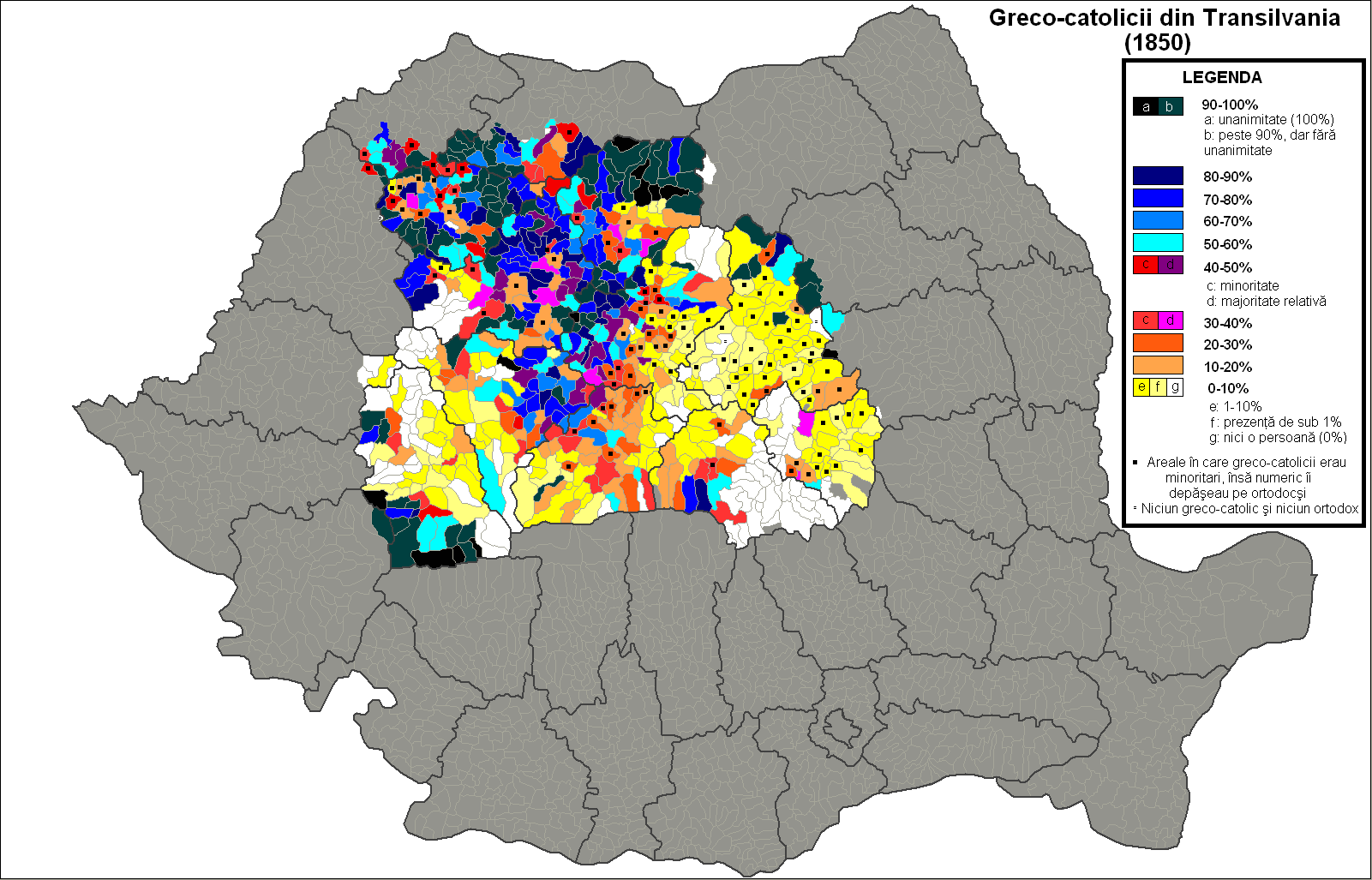
Greco-cattolici in Transilvania (secondo il censimento del 1850)

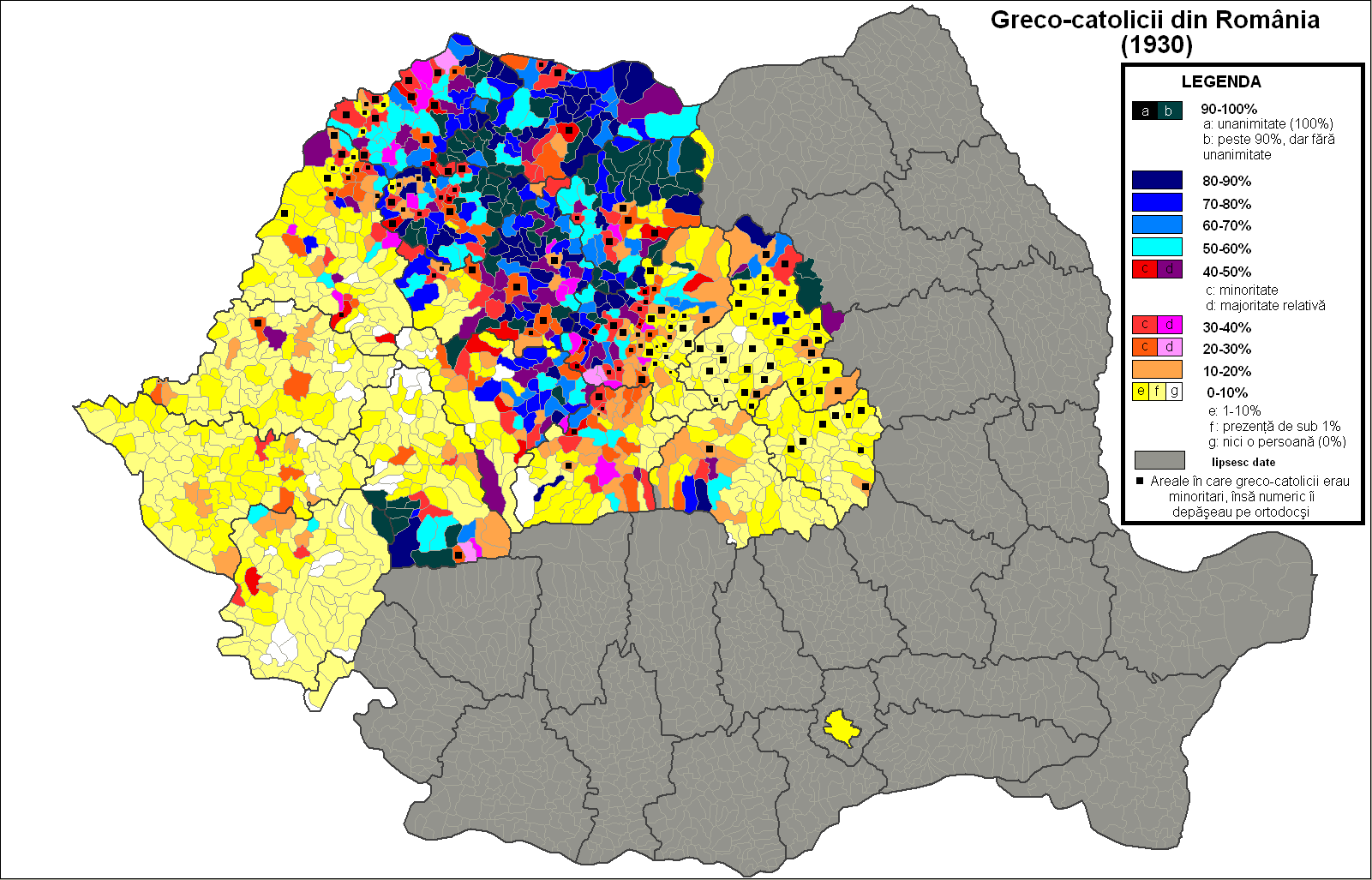
Greco-cattolici in Romania (secondo il censimento del 1930)

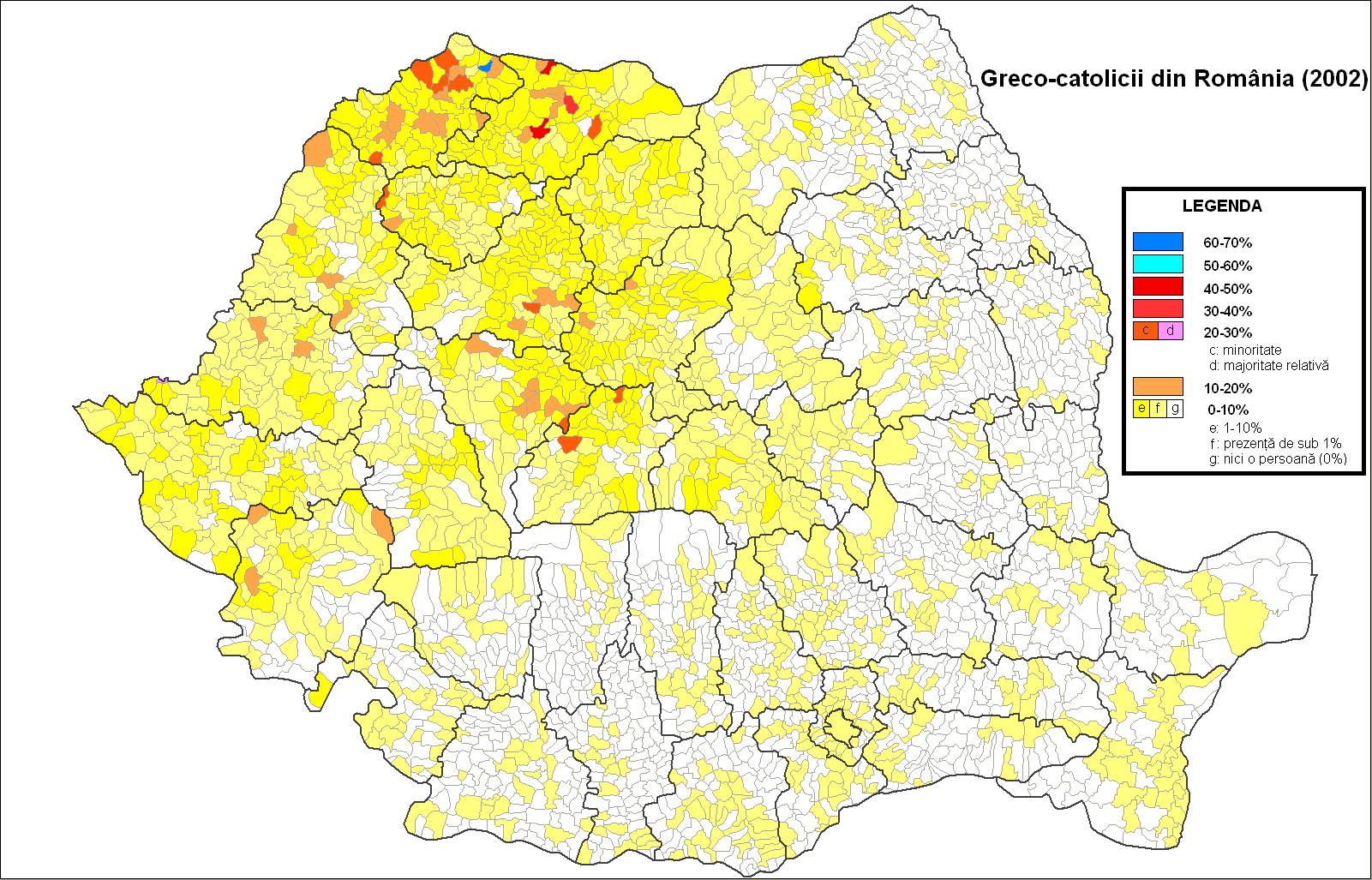
Greco-cattolici in Romania (secondo il censimento del 2002)

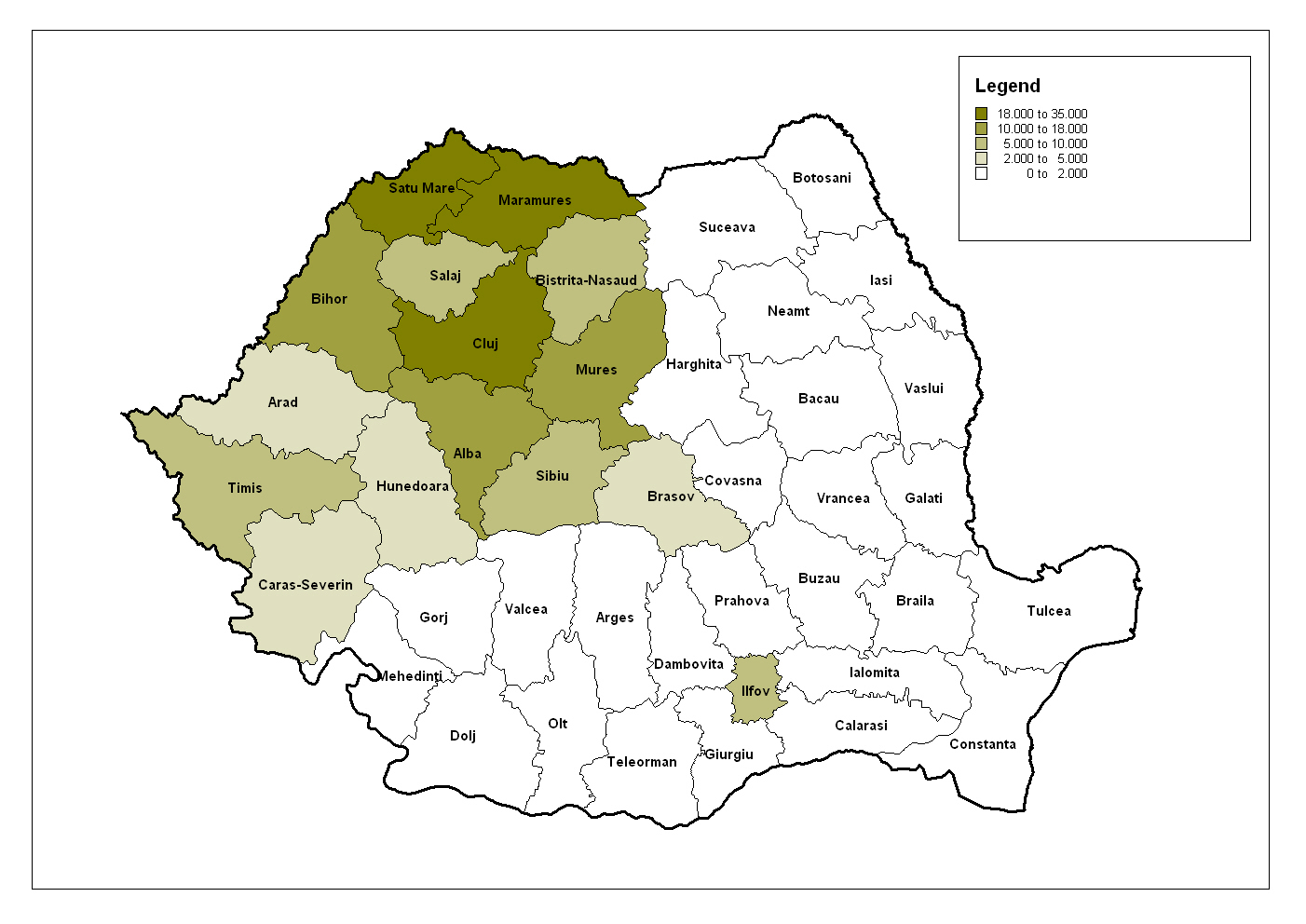
Presenza greco-cattolica (secondo il censimento del 2002)

Mappa delle eparchie della Chiesa greco-cattolica rumena.

La Chiesa greco-cattolica rumena o Chiesa rumena unita con Roma, greco cattolica (in rumeno: Biserica Română Unită cu Roma, Greco-Catolică) è una Chiesa arcivescovile maggiore cattolica di rito bizantino e di lingua liturgica rumena, presente in Romania (specialmente nella regione storica della Transilvania) e in altri paesi del mondo.

## Storia
La sconfitta turca nella battaglia di Vienna del 1683 segnò un punto di svolta per tutta l'Europa e in particolare per quella centro-orientale: dopo oltre 150 anni di sovranità turca, gli Asburgo riconquistarono non solo l'intera Ungheria ma anche il principato semi-indipendente di Transilvania, dove cominciarono a imporre gradualmente la propria autorità appoggiandosi alla Chiesa cattolica come forza coalizzatrice del sentimento popolare rumeno contrapposto al protestantesimo della nobiltà ungherese dominante, favorita dai turchi. Sotto la pressione asburgica, molte chiese protestanti passarono al culto cattolico mentre gli ortodossi, già provati dalla secolare lotta con il calvinismo dell'Ungheria Reale, salvarono la propria religione tradizionale grazie alla cosiddetta "Unione con Roma".

### L'Unione con Roma
Preparata ad Alba Iulia nel sinodo del 1697 e decisa ufficialmente in quello del 7 ottobre 1698, l'unione con Roma vide l'accordo di tutto il clero ortodosso della Transilvania e degli altri territori più occidentali abitati dai rumeni (Banato, Crișana, Satu Mare e Maramureș). Attuata secondo le disposizioni del concilio ecumenico di Firenze del 1439, l'unione fu solennemente ratificata nel sinodo di Alba Iulia del 7 maggio 1700, in cui l'eparca ortodosso Atanasio Anghel riconobbe formalmente il primato di Roma e gli altri tre punti chiave della dottrina cattolica, pur senza rinunciare alla liturgia e alle tradizioni orientali.
Anche l'imperatore Leopoldo I si affrettò ad appoggiare l'unione dei rumeni con Roma migliorandone la condizione sociale: la sua Prima Leopoldina (16 febbraio 1699) prevedeva la parificazione fra preti cattolici e preti "uniti", ma non venne applicata per l'opposizione della dieta transilvana a maggioranza magiara e protestante. Né miglior fortuna ebbero i suoi successivi decreti in materia: quello del 19 marzo 1701, con cui nominò Atanasio Anghel episcopus nationis Valachiæ, e quello del 30 marzo 1701, la Secunda Leopoldina, con cui proclamò l'unione fra gli ortodossi e i cattolici della Transilvania riconoscendo anche l'uguaglianza sociale e confessionale tra i rumeni (la maggioranza della popolazione) e le tre "nazioni" che vi risiedevano (minoritarie, ma favorite dalla legislazione esistente).
Nondimeno moltissimi sacerdoti ortodossi e i loro fedeli si convertirono, anche se per la maggior parte di questi non era del tutto chiara la differenza tra le due denominazioni dal momento che esteriormente nulla era mutato. Il consistente numero di adesioni all'unione consentì il 9 maggio 1721 all'appena eletto papa Innocenzo XIII di confermare, con la bolla Rationi congruit, la fondazione di un vescovado per gli "uniti di Transilvania", con la sede prima a Făgăraș e poi, dal 1737, a Blaj.
Da allora e per quasi due secoli la Chiesa greco-cattolica rumena, guidata dai vescovi Atanasio Anghel (1700-1713), Ioan Giurgiu Patachi (1715-1727), Giovanni Innocenzo Micu-Klein (1728-1751) e Pietro Paolo Aron (1752-1764), divenne il simbolo e l'elemento catalizzatore non soltanto dell'identità religiosa e culturale del popolo rumeno, ma anche del suo crescente sentimento nazionale: a Blaj, uno dei maggiori centri del cattolicesimo nell'Europa orientale, sorsero le prime scuole in cui il rumeno veniva insegnato utilizzando l'alfabeto latino e non più quello cirillico e, insieme ad esse, si diffusero anche i testi degli studiosi, scrittori e teologi greco-cattolici della cosiddetta Scuola Ardeleana, il movimento culturale e patriottico che svolse un importante ruolo nella riscoperta delle radici latine della nazione rumena.
Nel 1853, con la bolla Ecclesiam Christi ex omni lingua papa Pio IX istituì la metropolia greco-cattolica rumena nell'eparchia di Fagaras-Alba Iulia con tre diocesi suffraganee, superando così il precedente ordinamento che vedeva le diocesi rumene subordinate al primate ungherese latino di Strigonio. Nel 1861, durante il primo congresso nazionale rumeno (allora Principato di Romania), i vescovi sia cattolici sia ortodossi di Transilvania si batterono per il riconoscimento dell'identità nazionale rumena.
Così, nel 1918, quando con lo smembramento dell'Impero austroungarico la Transilvania divenne parte dello stato romeno, l'allora vescovo greco-cattolico di Cluj Iuliu Hossu e il vescovo ortodosso Cristea lessero congiuntamente la Dichiarazione d'Unione, sancendo quel comune fervore patriottico e quella prassi pastorale ecumenica tra le due Chiese che nessuno aveva mai messo in discussione prima dell'avvento del comunismo.

### La persecuzione durante il regime comunista
La liquidazione della Chiesa greco-cattolica romena fu deliberata da Mosca per volontà di Stalin in persona, il quale già nel 1946 aveva provveduto ad annientare la Chiesa greco-cattolica ucraina, ossessionato dall'idea che le “divisioni del Papa” costituissero l'unico vero ostacolo al trionfo del sistema sovietico. Come già in Ucraina, il clero e i fedeli greco-cattolici sarebbero dovuti passare forzosamente all'ortodossia, pena il carcere o la morte. In questo, il nuovo patriarca ortodosso romeno Iustinian Marina, dopo uno scambio di visite con il suo omologo russo Aleksej, si rivelò solerte collaboratore del regime.
Già a partire dall'estate del 1948 si verificarono i primi arbitrari arresti, i primi interrogatori, le prime vessazioni contro la Chiesa cattolica di rito orientale che sarebbero poi sfociati nella sua ufficiale messa al bando con l'"Atto di abrogazione" del 1º dicembre 1948. All'inizio della persecuzione, tale Chiesa poteva contare su 6 vescovi, circa 1800 sacerdoti e 2 milioni di fedeli.
La risposta dei vescovi fu, sin dall'inizio, ferma. In una predica ad Oradea nel giugno del 1948, il vescovo Hossu aveva dichiarato: "per nessun motivo diverremo traditori e per nessun motivo abbandoneremo la fede di nostra madre Roma (…). Se ci fosse anche chiesta la vita, ebbene daremo la vita per la fede".
Furono presto espropriate tutte le chiese, i conventi, gli asili, le scuole, che divennero edifici dello stato o furono concessi in uso alla Chiesa ortodossa. Tra il 27 ed il 28 ottobre 1948 i vescovi greco-cattolici Valeriu Traian Frențiu, Alexandru Rusu, Ioan Bălan, Iuliu Hossu, Ioan Suciu e Vasile Aftenie furono imprigionati e fu loro richiesto il passaggio coatto all'ortodossia. Nessuno di loro accettò.
A monsignor Aftenie (1899-1950), uomo di dialogo e di schietta bonomia, perciò a torto considerato arrendevole dal regime, fu proposto persino, in cambio della sua “conversione”, di divenire patriarca ortodosso di Bucarest. Rispose: “Né la mia fede né la mia nazione sono in vendita”. Le torture cui fu sottoposto direttamente nelle stanze del Ministero degli interni lo condussero ad una morte atroce: il suo corpo fu rinvenuto senza braccia.
Aftenie divenne così il primo martire della Chiesa romena.

## Organizzazione
La Chiesa greco-cattolica rumena ha per primate l'arcivescovo maggiore di Făgăraș e Alba Iulia che ha sede a Blaj. L'attuale arcivescovo maggiore è Lucian Mureșan.
La Chiesa è suddivisa in sette diocesi delle quali sei in Romania, riunite in una provincia ecclesiastica, e una negli Stati Uniti d'America immediatamente soggetta alla Santa sede:
- Arcieparchia di Făgăraș e Alba Iulia (sede propria dell'arcivescovo maggiore)
  - Eparchia di Cluj-Gherla
  - Eparchia di Gran Varadino (Oradea Mare)
  - Eparchia di Lugoj
  - Eparchia di Maramureș
  - Eparchia di San Basilio Magno di Bucarest (Vasile cel Mare, din Bucureşti)
- Eparchia di San Giorgio di Canton

## Sinodo arcivescovile
Elenco dei presidenti del Sinodo della Chiesa romena:
- Cardinale Lucian Mureșan, dal 1994